# 안산시의 국회의원

## 행정구역 변천
- 1986년 1월 1일 화성군 반월면 일부, 시흥군 군자면 일부, 수암면 일부에 경기도 안산시 설치
- 1994년 12월 26일 화성군 반월면 팔곡일리·사사리·건건리, 옹진군 대부면 편입
- 1995년 4월 20일 시흥시 수암동·장상동·장하동·화정동 일부 편입
- 2002년 11월 1일 구제 실시로 상록구·단원구 설치

## 안산시의 역대 국회의원
| 대수   | 이름           | 소속정당       | 임기                              | 선거구역 |
| ------ | -------------- | -------------- | --------------------------------- | --- |
| 제13대 | 장경우(張慶宇) | 민주정의당     | 1988년 5월 30일 ~ 1992년 5월 29일 | 안산시·옹진군 일원                                                                                               |
| 제14대 | 장경우(張慶宇) | 민주자유당     | 1992년 5월 30일 ~ 1995년 6월 10일 | 안산시·옹진군 일원                                                                                               |
| 제15대 | 김영환(金榮煥) | 새정치국민회의 | 1996년 5월 30일 ~ 2000년 5월 29일 | 안산시 갑: 일동, 사동, 본오1동, 본오2동, 부곡동, 월피동, 성포동, 반월동, 안산동                                  |
| 제15대 | 천정배(千正培) | 새정치국민회의 | 1996년 5월 30일 ~ 2000년 5월 29일 | 안산시 을: 와동, 고잔1동, 고잔2동, 원곡본동, 원곡1동, 원곡2동, 초지동, 공단동, 선부1동, 선부2동, 선부3동, 대부동 |
| 제16대 | 김영환(金榮煥) | 새천년민주당   | 2000년 5월 30일 ~ 2004년 5월 29일 | 안산시 갑: 일동, 사1동, 사2동, 본오1동, 본오2동, 본오3동, 부곡동, 월피동, 성포동, 반월동, 안산동                 |
| 제16대 | 천정배(千正培) | 새천년민주당   | 2000년 5월 30일 ~ 2004년 5월 29일 | 안산시 을: 와동, 고잔1동, 고잔2동, 원곡본동, 원곡1동, 원곡2동, 초지동, 선부1동, 선부2동, 선부3동, 대부동         |
| 제22대 | 양문석(梁文錫) | 더불어민주당   | 2024년 5월 30일 ~ 현재            | 안산시 갑: 상록구 반월동, 사동, 사이동, 해양동, 본오1동, 본오2동, 본오3동                                        |
| 제22대 | 김현(金玄)     | 더불어민주당   | 2024년 5월 30일 ~ 현재            | 안산시 을: 상록구 일동, 이동, 부곡동, 월피동, 성포동, 안산동, 단원구 고잔동, 중앙동, 호수동                      |
| 제22대 | 박해철(朴海澈) | 더불어민주당   | 2024년 5월 30일 ~ 현재            | 안산시 병: 단원구 와동, 원곡동, 백운동, 신길동, 초지동, 선부1동, 선부2동, 선부3동, 대부동                        |

## 같이 보기
- 수원시의 국회의원
- 오산시의 국회의원
- 시흥시의 국회의원
- 화성시의 국회의원
- 부천시의 국회의원
- 광명시의 국회의원
- 군포시의 국회의원
- 안양시의 국회의원
- 인천 옹진군의 국회의원
- 안산시 상록구의 국회의원
- 안산시 단원구의 국회의원
- 안산시 갑 (1996년 선거구)
- 안산시 을 (1996년 선거구)
- 안산시 상록구 갑
- 안산시 상록구 을
- 안산시 단원구 갑
- 안산시 단원구 을
- 안산시 갑 (2024년 선거구)
- 안산시 을 (2024년 선거구)
- 안산시 병